# Nguyễn Phúc Trinh Tĩnh
Nguyễn Phúc Trinh Tĩnh (chữ Hán: 阮福貞靜; 25 tháng 6 năm 1839 – 10 tháng 11 năm 1909), phong hiệu Bái Trạch Công chúa (沛澤公主), là một công chúa con vua Minh Mạng nhà Nguyễn trong lịch sử Việt Nam.

## Tiểu sử
Hoàng nữ Trinh Tĩnh sinh ngày 15 tháng 5 (âm lịch) năm Kỷ Hợi (1839), là con gái thứ 57 của vua Minh Mạng, mẹ là Tài nhân vị nhập lưu Bùi Thị San (tài nhân chưa xếp giai thứ). Công chúa là con út của bà Tài nhân, là em cùng mẹ với Định Thành Công chúa Hòa Thận và Kiến Hòa Quận công Miên Điều.
Công chúa Trinh Tĩnh lấy chồng là Phò mã Đô úy Lê Văn Hộ, con trai của Tổng đốc Lê Văn Phú, không rõ năm nào. Thời gian bà được sách phong làm Bái Trạch Công chúa (沛澤公主) cũng không được sử sách ghi lại.
Năm Kỷ Dậu (1909), ngày 28 tháng 9 (âm lịch), dưới thời vua Duy Tân, công chúa Trinh Tĩnh mất, thọ 71 tuổi, thụy là Mỹ Thục (美淑). Mộ của bà được táng tại Dương Xuân Thượng (thuộc Hương Thủy, Thừa Thiên - Huế).